# Después de Lucía
Después de Lucía is een Mexicaanse film uit 2012, geregisseerd door Michel Franco.

## Verhaal
Roberto is depressief nadat hij zijn vrouw Lucía heeft verloren bij een auto-ongeluk. Hij besluit Puerto Vallarta te verlaten en om samen met zijn dochter Alejandra in Mexico-Stad te gaan wonen. Alejandra probeert hem te helpen, maar op haar nieuwe school wordt ze het slachtoffer van pesterijen en intimidatie door haar klasgenoten. Alejandra besluit niets te zeggen over haar situatie, om haar vader te beschermen.

## Rolverdeling
| Acteur               | Personage |
| -------------------- | --------- |
| Tessa Ía             | Alejandra |
| Hernán Mendoza       | Roberto   |
| Gonzalo Vega Sisto   | José      |
| Tamara Yazbek Bernal | Tamara    |
| Paloma Cervantes     | Irene     |
| Juan Carlos Barranco | Manuel    |
| Francisco Rueda      | Javier    |
| Diego Canales        | Diego     |

## Ontvangst

### Recensies
Op Rotten Tomatoes geeft 86% van de 7 recensenten de film een positieve recensie, met een gemiddelde score van 9,00/10.

### Prijzen en nominaties
De film won 4 prijzen en werd voor 14 andere genomineerd. Een selectie:
| Jaar | Evenement                        | Categorie                    | Genomineerde     | Resultaat   |
| ---- | -------------------------------- | ---------------------------- | ---------------- | ----------- |
| 2012 | Cannes (65ste editie)            | Prix Un certain regard       | Después de Lucía | Gewonnen    |
| 2013 | Premios Goya (27ste uitreiking)  | Beste Ibero-Amerikaanse film | Después de Lucía | Genomineerd |
| 2013 | Premios Ariel (55ste uitreiking) | Beste acteur                 | Hernán Mendoza   | Genomineerd |
| 2013 | Premios Ariel (55ste uitreiking) | Beste actrice                | Tessa Ia         | Genomineerd |
| 2013 | Premios Ariel (55ste uitreiking) | Beste origineel scenario     | Michel Franco    | Genomineerd |